# Solució de pols
En relativitat general, una solució de pols és una solució fluida, un tipus de solució exacta de l'equació de camp d'Einstein, en què el camp gravitatori es produeix completament per la massa, el moment i la densitat d'estrès d'un fluid perfecte que té una densitat de massa positiva però una pressió nul·la. Les solucions de pols són un cas especial important de solucions fluides en la relativitat general.

## Model de pols
Un fluid perfecte i sense pressió es pot interpretar com un model d'una configuració de partícules de pols que es mouen localment en concert i interactuen entre si només gravitacionalment, d'on deriva el nom. Per aquesta raó, els models de pols sovint s'utilitzen en cosmologia com a models d'un univers de joguina, en què les partícules de pols es consideren com a models altament idealitzats de galàxies, cúmuls o supercúmuls. En astrofísica, els models de pols s'han emprat com a models de col·lapse gravitatori. Les solucions de pols també es poden utilitzar per modelar discs finits en rotació de grans de pols; a continuació es llisten alguns exemples. Si es superposés d'alguna manera a un model estel·lar que comprengui una bola de fluid envoltada de buit, una solució de pols es podria utilitzar per modelar un disc d'acreció al voltant d'un objecte massiu; tanmateix, encara no es coneixen solucions exactes que modelin els discs d'acreció rotatius a causa de l'extrema dificultat matemàtica de construir-los.

## Definició matemàtica
El tensor tensió-energia d'un fluid relativista sense pressió es pot escriure en la forma simple
{\displaystyle T^{\mu \nu }=\rho _{0}U^{\mu }U^{\nu }.}
Aquí, les línies d'univers de les partícules de pols són les corbes integrals de la velocitat de quatre velocitats {\displaystyle U^{\mu }} i la densitat de la matèria en el marc de repòs de la pols ve donada per la funció escalar {\displaystyle \rho _{0}}.

## Valors propis
Com que el tensor tensió-energia és una matriu de rang u, un càlcul breu mostra que el polinomi característic
{\displaystyle \chi (\lambda )=\lambda ^{4}+a_{3}\,\lambda ^{3}+a_{2}\,\lambda ^{2}+a_{1}\,\lambda +a_{0}}
del tensor d'Einstein en una solució de pols tindrà la forma
{\displaystyle \chi (\lambda )=\left(\lambda -8\pi \mu \right)\,\lambda ^{3}}
Multiplicant aquest producte, trobem que els coeficients han de satisfer les tres condicions algebraicament independents (i invariants) següents:
{\displaystyle a_{0}\,=a_{1}=a_{2}=0}
Usant les identitats de Newton, en termes de les sumes de les potències de les arrels (valors propis), que també són les traces de les potències del mateix tensor d'Einstein, aquestes condicions esdevenen:
{\displaystyle t_{2}=t_{1}^{2},\;\;t_{3}=t_{1}^{3},\;\;t_{4}=t_{1}^{4}}
En notació d'índex tensorial, això es pot escriure utilitzant l'escalar de Ricci com:
{\displaystyle {G^{a}}_{a}=-R}
{\displaystyle {G^{a}}_{b}\,{G^{b}}_{a}=R^{2}}
{\displaystyle {G^{a}}_{b}\,{G^{b}}_{c}\,{G^{c}}_{a}=-R^{3}}
{\displaystyle {G^{a}}_{b}\,{G^{b}}_{c}\,{G^{c}}_{d}\,{G^{d}}_{a}=R^{4}}
Aquest criteri de valor propi de vegades és útil en la cerca de solucions de pols, ja que demostra que molt poques varietats lorentzianes podrien admetre una interpretació, en relativitat general, com una solució de pols.

## Exemples

### Solució de pols nul·la
Una solució de pols nul·la és una solució de pols on el tensor d'Einstein és nul.

### Pols de Bianchi
Els models de pols de Bianchi exhibeixen diversos  tipus d'àlgebres de Lie de camps vectorials de Killing.
Casos especials inclouen FLRW i pols de Kasner.